# Тьеррас-дель-Бурго
Тье́ррас-дель-Бу́рго (исп. Tierras del Burgo)  — район (комарка) в Испании, входит в провинцию Сория в составе автономного сообщества Кастилия и Леон.

## Муниципалитеты
1. Алькубилья-де-Авельянеда
2. Бурго-де-Осма-Сиудад-де-Осма
3. Карасена (Сория)
4. Карраскоса-де-Абахо
5. Кастильехо-де-Робледо
6. Эспеха-де-Сан-Марселино
7. Эспехон
8. Фресно-де-Карасена
9. Фуэнтеармехиль
10. Фуэнтекамброн
11. Ланга-де-Дуэро
12. Лисерас
13. Миньо-де-Сан-Эстебан
14. Монтехо-де-Тьермес
15. Нафриа-де-Усеро
16. Рекуэрда
17. Ретортильо-де-Сория
18. Сан-Эстебан-де-Гормас
19. Санта-Мария-де-лас-Ойяс
20. Усеро
21. Вальдемалуке
22. Вильянуэва-де-Гормас